# انتقال فناوری
انتقال فناوری (به انگلیسی: Technology Transfer)  که گاهی به صورت TOT که مخفف Transfer of Technology می‌باشد نیز مورد ارجاع قرار می‌گیرد، در واقع روند انتقال مهارت‌ها، دانش، فناوری، روش‌های تولید، نمونه‌های تولید میان دولت و دانشگاه‌ها و موسسات دیگر جهت اطمینان از پیشرفت‌های علمی و فنی می‌باشد که در میان دامنه گسترده‌ای از کاربرانی که می‌توانند در توسعه و بهره‌برداری هر چه بیشتر محصولات جدید، فرایندها، برنامه‌های کاربردی، مواد و خدمات مختلف گام بردارند به انجام می‌رسد.

## انتقال فناوری
انتقال فناوری شدیداً با انتقال دانش در ارتباط هست. انتقال افقی (هم سطح) حرکت فناوری‌ها از یک ناحیه به ناحیه ای دیگر است. در انتقال فناوری حاضر (TOT) در ابتدا و به صورت اولیه افقی (هم سطح) است.انتقال عمودی زمانی اتفاق می‌افتد که فناوری‌ها از مرکز تحقیق بکار رفته وارد سازمان‌های توسعه و تحقیقی دیگری می‌شوند.
دلَال‌های فناوری افرادی هستند که در می‌یابند چگونه دنیای در حال ظهور را هدایت کرده و مفاهیم یا روندهای علمی را در سازمان‌ها یا شرایط جدید بکار گرفت. اصطلاح رایجی که تقریباً به صورت هم معنا در این باره مورد استفاده قرار می‌گیرد، اصطلاح " ارزشمندی فناوری " است. در حالیکه از لحاظ مفهومی برای سال‌های بسیاری از واژه کار (عمل) استفاده می‌شود، (در زمان‌های باستان Archimedes برای بکار بردن علم در مسایل علمی را می‌توان ذکر کرد)، میزان تحقیق امروزه اگه با شکست‌های بالا در Xexox PARC و جایی دیگر ترکیب شده‌است، باعث تمرکز بر خود این روند شده‌است.

## روند انتقال
بسیاری از شرکت‌ها، دانشگاه‌ها و سازمان‌های دولتی اکنون سازمان انتقال فناوری (TTO که تحت عنوان Tech Transfer یا TechXfer نیز شناخته می‌شوند) دارند متعهد به تشخیص پژوهشی هستند که استراتژی‌ها و سودهای تجاری را برای چگونگی استخراج آن دارند. برای مثال، یک نتیجه پژوهش می‌تواند سود تجاری و علمی داشته باشد اما حق‌های انحصاری به‌طور طبیعی تنها برای روندهای عملی مسئله هستند و لزوماً محققین باید با یک روند عملی علمی مطابق شوند. برای مثال، ملاحظهٔ دیگر، ارزش تجاری است، در حالیکه راه‌های بسیاری برای حل شکاف هسته‌ای وجود دارد، ارزش‌های دیگر تجاری مواردی هستند که انرژی بیشتری را نسبت به آنچه که نیاز دارند، ایجاد می‌کنند.
روند ایجاد تحقیق تجاری بسیار متفاوت است. این امر می‌تواند شامل گواهی توافقات یا تنظیم اقدامات و همکاری‌های مشترک برای سهیم شدن در هر دو خطرات و پاداش‌های مربوط به ورود فناوری‌های جدید به بازار باشند. دیگر ابزارها و دستگاه‌های هماهنگ، مثل ابزارهای جانبی، نیز در جایی مورد استفاده قرار می‌گیرند که سازمان میزبان، تمایل منابع یا مهارت‌های لازم را برای توسعه فناوری جدید نداشته باشد.
اغلب این روش‌ها با افزایش سرمایه‌گذاری پر مخاطره (VC) در ارتباط هستند، البته به عنوان ابزار مالی توسعهٔ روند (روند توسعه)، یعنی اقدامی که در ایالات متحده رایج تر از اتحادیه اروپاست و روش محافظه کارانه تری در امور مالی vc دارد. شرکت‌های که بر اثر جانبی تحقق می‌کنند، ابزار معروف تجاری کردن (پول ساز کردن) در کانادا هستند، یعنی تا آنجا که نرخ پروانه تحقیق دانشگاه کانادایی، زیر نرخ پروانه در آمریکا باقی‌مانده است.
سازمان‌های انتقال فناوری می‌توانند از طرف سازمان‌ها ی تحقیقی، دولت‌ها و حتی سازمان‌های چند ملیتی بزرگ کار کنند. در نتیجهٔ پیچیدگی اصلی روند انتقال فناوری، سازمان‌های انتقال فناوری اغلب چند رشته ای هستند، از جمله اقتصاد دان‌ها، مهندسین، وکلا، بازاریاب‌ها و دانشمندان. دینامیک‌های روند انتقال فناوری، به خودی خود مورد توجه هستند و ژورنال‌ها و جوامع متعهد بسیاری وجود دارند.
افزایش قابل توجهی در انتقال فناوری وجود دارد که در حوزه خودشان از ۱۹۸۰ صورت گرفته‌است، و در بخش وسیعی توسط قانون Bayh - Dole و قانون تساوی و برابری کشورهای دیگر مطرح می‌شود و محرک‌های اضافی برای ایجاد تحقیق فراهم می‌آورند.
انتقال فناوری روندی است که در ان فناوری یا دانش توسعه یافته در یک مکان یا به یک منظور خاص، در مکانی دیگر یا برای چندین هدف دیگر مورد استفاده قرار گرفته و بکار گرفته می‌شود.
اصطلاح انتقال فناوری از لحاظ تاریخی با فعالیت‌های فدرال در ارتباط است، باوجود این، این روند به دولت محدود نمی‌شود. رایج‌ترین شکل انتقال فناوری میان آزمایشگاه‌های فدرال و سازمانهای غیر فدرال همچون صنعت خصوصی، آکادمی و دولتهای محلی و ایالتی.
کنسرسیوم آزمایشگاه فدرال برای انتقال فناوری (FLC) – که به صورت رسمی توسط کنگره به منظور تسهیل انتقال فناوری در ایالات متحده صاحب امتیاز شد – تعریف زیر را گسترش داده که فعالیت‌های انتقال فناوری در رنج وسیعی از آژانس‌های فدرال و آزمایشگاه‌ها و مراکز تحقیقی و توسعه ای آن‌ها را تطبیق داده و اصلاح می‌کند.
انتقال فناوری روندی است که در آن دانش، امکانات یا قابلیت‌های موجود توسعه یافته تحت نظارت یافته‌های توسعه و تحقیق فدرال (R&D) , برای برطرف کردن نیازهای خصوصی و عمومی مورد استفاده قرار می‌گیرند.
انتقال فناوری همچنین می‌تواند میان آژانس‌های فدرال نیز اتفاق افتد، اگر چه تأکید اولیه بر انتقالها به انواع سازمانهای غیر فدرال است، اما نه لزومإ از تسهیلات فدرال به طرف دیگر. فرصتهایی برای فناوری وجود دارد که از سازمان‌ها به دولتهای فدرال انتقال یابند تا از اقدامات آزمایشگاهی سود ببرند.
انتقال فناوری می‌تواند به عنوان کشش بازار یا فشار فناوری شرح داده شود. انتقال فناوری به عنوان نتیجهٔ کشش بازار اتفاق می‌افتد البته در زمانی که نیاز یا مسئله ای از شرکت باعث می‌شود شرکت بدنبال فناوری فدرال بروند. فشار فناوری زمانی اتفاق می‌افتد که اختراعات یا ابتکارها برای ایجاد بازارهای جدید یا نیازهای مصرف‌کننده‌ها مورد استفاده قرار می‌گیرند.
هدف کلی بدست آوردن R&D پیشرفته خارج از محیط بازار برای تجارت است. باوجود این این فرصت برای دولت وجود دارد که فناوری توسعه یافته را به وسیلهٔ صنعت وارد حوزه R&D فدرال کند تا بتواند تحقیقات بیشتر، توسعه و تجارت را برای سود رسانی به همهٔ شرکای اصلی در دسترس قرار دهد.

## دفاتر انتقال فناوری
بعد از تصویب قانون Bayh-Dole در آمریکا مراکزی با عنوان «دفاتر انتقال فناوری/Technology Transfer Offices»شکل گرفت. یکی از فاکتور های کلیدی در افزایش بهره‌ وری انتقال فناوری، کارکرد مناسب دفاتر انتقال فناوری است.
برای محققین، حفظ مالکیت دارایی های فکری و دستاوردهای پژوهشی از طریق ثبت اختراع (ثبت پتنت) یکی از ملزومات اولیه در تجاری سازی و ثروت آفرینی در حوزه دانش تلقی می گردد، که این خدمت در دانشگاه ها و موسسات پژوهشی و فناوری از طریق دفاتر انتقال فناوری (TTO) تسهیل می گردند. 
دفاتر انتقال فناوری نقش مهمی در ترویج انتقال فناوری و مالکیت معنوی از مؤسسات تحقیقاتی به صنعت دارند. آنها به عنوان پلی بین دانشگاه و صنعت عمل می کنند، همکاری ها و مشارکت ها را تقویت می کنند. از این رو در برخی از دانشگاه های ایران، دفاتری با عنوان «دفاتر ارتباط با صنعت» فعالیت مشابه دفاتر انتقال فناوری انجام میدهند.
«TTO»ها را می توان به سه نوع مختلف طبقه بندی کرد:
- internal  (داخلی): به عنوان بخشی  از دانشگاه وجود دارد و توسط مدیریت دانشگاه کنترل می شود. (رایج ترین)

- external (خارجی): به عنوان یک شرکت مستقل که تحت کنترل مدیریت دانشگاه عمل نمی کند.

- mixed: دارای اجزا  TTO داخلی و خارجی

### فعالیت های دفاتر انتقال فناوری
- مدیریت و محافظت از مالکیت معنوی یک سازمان علمی
- ایجاد شبکه ، توسعه تعاملات و مشارکت های ارزش افزا

- نوآوری و کارافرینی سازمانی

- هماهنگی اعطای مجوز/ پروانه به شرکت های تازه تاسیس
- آموزش و توسعه فعالیت های علمی ، دانشی و پزوهشی
- مدیریت و تجاری سازی دارایی  های فکری

- بازاریابی برای حق ثبت اختراع ها

- میانجی گری بین مخترع و سرمایه گذار
- همیاری در تولید نمونه اولیه و طرح کسب و کار
- تامین و پشتیبانی مالی

## شکل‌های مختلف انتقال فناوری
شکل‌های مختلف انتقال فناوری می‌توانند بسته به منبع (مثلاً آژانس / آزمایشگاه) , کاربر (مثلاً صنعت) و خط اتصال (سازوکار) , ساده یا پیچیده باشند که دو مورد را بهم وصل می‌کنند و فناوری را از یک سازمان به سازمانی دیگر انتقال می‌دهند. نمونه‌هایی از این روندها عبارتند از:
- فناوری توسعه یافته برای کاربردهای غیردولتی
- کاربردهای ثانویه فناوری پیشرفته مخصوصأ برای کاربردهای دولتی
- انتقال فناوری اقدامی میان سازمانهای دولتی
- همکاری و کمک حرفه ای
- همکاری R&D میان ماهیتهای غیردولتی و دولتی
- انتقال تجاری فناوری برای استفاده در کاربردهای دولتی

### نمونه‌هایی از شکل‌های انتقال فناوری عبارتند از
- انتقال تجاری – انتقال دانش یا فناوری از دولت به سازمانهای تجاری برای فناوری‌های جدید/ بهتر اصلی
- منابع صادراتی – توافقات مشترک یا خدمات داوطلبانه که تخصص را به سازمانهای بیرونی انتقال می‌دهد
- منابع وارداتی – اقدام مشترک که فناوری خارجی را به آزمایشگاه / آژانس می‌آورد تا اقدامات آن را افزایش دهد.
- استفاده دو طرفه – توسعه فناوری‌هایی که کاربردهای دوطرفه یا دولتی / تجاری دارند.
- انتشار علمی – سهم چند سویهٔ دولیت، صنعت و کاربردهای آکادمیک (یعنی مقاله‌های کنفرانسی، مقاله‌های مطالعاتی و غیره)

هدف طولانی مدت انتقال فناوری، حفظ رشد اقتصادی در آیندهٔ قابل پیش‌بینی از طریق توسعه و تجاری سازی فناوری‌های جدید است. در اقتصاد جهانی دارایی یک ملت مستقیماً تحت تأثیر رابطهٔ آن با دیگر ملت‌ها است. با وجود دانش و تجربه آمریکا دربارهٔ مهندسین و دانشمندانش، آمریکا در رقابت با محیط بازار جهانی است. برنامه‌های انتقال فناوری فدرال با بیشتر R&D و تجربه یافت شده در هر دو سازمانهای دولتی و غیردولتی مرتبط است.
UTRS به دلیل اصل و شروعش با انتقال فناوری در ارتباط است. تیم انتقال فناوری ما حمایت از مشتری را در دولت، صنعت و آکادمی فراهم می‌آورد. تخصص ما باعث می‌شود مصرف‌کنندگان ما مزیت سودهای اقتصادی و فناوریکی انتقال فناوری را ایجاد کنند

## مزیت سودهای اقتصادی و فناوریکی انتقال فناوری
- قدرت نفوذ دلارهای بودجه R&D
- به حداکثر رساندن سرمایه در هزینه‌های R&D
- دستیابی به هنر ایالتی یا تخصص خاص، فناوری، منابع و تسهیلات
- تجارت سریع محصولات یا روندهای جدید
- قابلیت تولید بسیار، رقابتی بودن و مؤثر بودن هزینه
- فرصت‌های خاص، اعطای مجوز و ثبت اختراع